# Giovanni Aldini
Giovanni Aldini (n. 16 aprilie 1762, Bononia, Statele Papale – d. 17 ianuarie 1834, Milano, Imperiul Austriac) a fost un fizician italian.
A fost fratele contelui Antonio Aldini și nepotul lui Luigi Galvani. A devenit profesor de fizică la Bologna în 1796. Aldini a cercetat procesul de galvanizare.

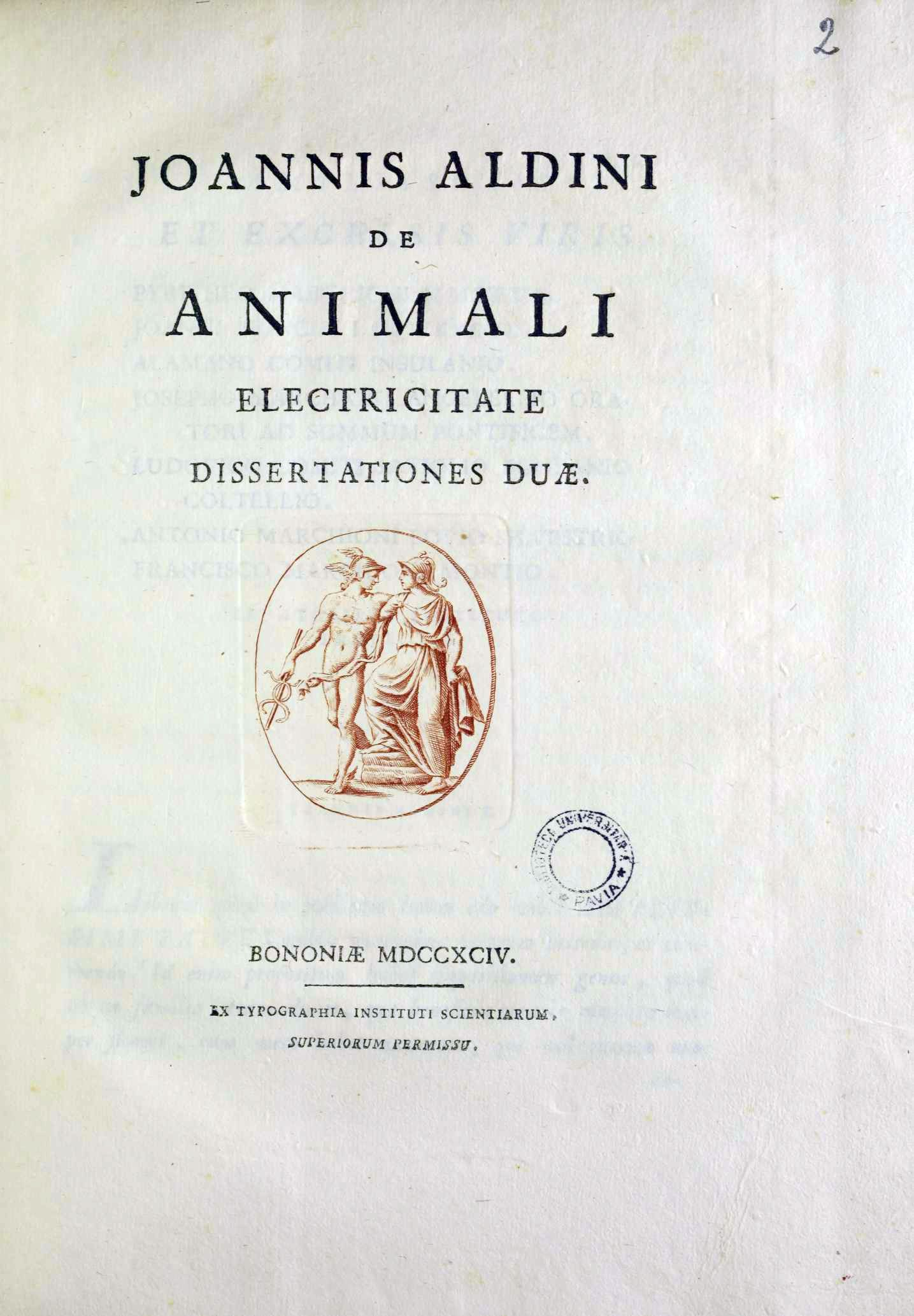
De animali electricitate, 1794